# Dactylodenia jeanjeanii
Dactylodenia jeanjeanii là một loài thực vật có hoa trong họ Lan. Loài này được (G.Keller) Aver. mô tả khoa học đầu tiên năm 1986.